# 假如…喪屍？
〈假如…喪屍？〉（英語：What If... Zombies?!）是美國超級英雄類型的迷你網路動畫影集《無限可能：假如…？》第一季的第五集，改編自漫威的同名漫畫。本集为漫威電影宇宙的系列作品之一，與漫威電影宇宙系列電影處於同一架空世界和共同世界。本集故事發生於2018年電影《蟻人與黃蜂女》和《復仇者聯盟3：無限之戰》的平行時間線中，數名復仇者聯盟成員轉變成為喪屍，從而引發世界末日。本集由馬修·昌西（Matthew Chauncey）編劇，布萊恩·安德魯執導，同時是《喪屍英雄》的前傳。
傑佛瑞·懷特為觀察者配音，以該角色的身份負責影集旁白。主要配音演員包括馬克·盧法洛、查德維克·博斯曼、保羅·貝特尼、賽巴斯汀·斯坦、伊凡潔琳·莉莉、保羅·路德、強·法夫洛、達娜·古瑞拉、艾蜜莉·芬凱普、大衛·達斯馬齊連、哈德森·譚姆（Hudson Thames）和湯姆·沃恩-勞勒。本集故事主要借鑒自系列漫畫《漫威喪屍》。斯蒂芬·弗蘭克擔當動畫師。
〈假如…喪屍？〉於2021年9月8日在Disney+首播。

## 劇情
漢克·皮姆進入量子領域尋找妻子珍娜·汎戴茵，卻發現珍娜感染了喪屍病毒並成為了喪屍；漢克亦隨之被感染，兩人回到實驗室，進而將喪屍病毒傳播至整個美國。史提芬·羅傑斯、東尼·史塔克、娜塔莎·羅曼諾夫和克林特·巴頓等英雄亦不能倖免，先後轉變成為喪屍。一週後，倖存下來的荷普·汎戴茵、布魯斯·班納、彼得·帕克、巴奇·巴恩斯、奧科耶、雪倫·卡特、快樂·霍根和寇特會合起來。他們向一個倖存者聚居地出發，該基地有望研製出解藥。眾人在途中遭遇一群喪屍的攻擊，快樂和卡特喪生。荷普變成巨大的黃蜂女將其餘眾人送至目的地，她隨後被喪屍圍攻而倒下。班納等人發現這個基地是幻視設下的陷阱，幻視將投奔者當作食物供養已經轉變為喪屍的汪達·麥西莫夫。他們在此處見到僅餘頭部的史考特·朗恩和失去了一條腿的帝查拉。汪達擺脫控制，大批喪屍進入基地。寇特、巴奇和奧科耶被汪達殺死。幻視在臨死前將心靈寶石從頭上摘下並交給彼得，他表示藉助寶石的力量可以治療喪屍病毒。班納變身成為浩克並與汪達纏鬥，帝查拉和彼得帶著史考特趁機逃脫，途中重遇已變成喪屍的巨型荷普，但三人最後還是成功脫險。三人前往瓦干達研製解藥。此時，已經轉變為喪屍的薩諾斯正在率領喪屍大軍圍攻瓦干達。

## 製作

### 開發
2018年9月，漫威影業宣佈為迪士尼旗下在線流媒體平台Disney+開發數個限定影集。2019年3月，漫威確認製作一部基於漫畫《假如…？》改編的動畫影集。凱文·費吉將擔當這部獨立單元劇的製片人，影集講述如果系列電影中的關鍵時刻出現不同於影片中情況時會發生什麼，例如洛基能夠舉起索爾的雷霆戰鎚。曾在電影中出演主要角色的多位演員有望為動畫配音。2019年4月，迪士尼和漫威正式宣佈製作影集。導演布萊恩·安德魯於2018年與漫威影業的執行製片人布拉德·溫德鮑姆會面。2019年8月，A·C·布拉德利確定擔當首席編劇，布萊恩·安德魯確定擔當影集導演。影集的執行製片人包括布拉德·溫德鮑姆、凱文·費吉、路易斯·德·埃斯波西托（Louis D'Esposito）、維多莉亞·阿隆索、布萊恩·安德魯和A·C·布拉德利，凱莉·瓦聖納（Carrie Wassenaar）擔當製片人:2。本集標題為〈假如…喪屍？〉（What If... Zombies?!），由布萊恩·安德魯執導，馬修·昌西（Matthew Chauncey）編劇。本集故事發生於2018年電影《蟻人與黃蜂女》和《復仇者聯盟3：無限之戰》的平行時間線中，數名復仇者聯盟成員轉變成為喪屍，從而引發世界末日。

### 選角
傑佛瑞·懷特為觀察者配音，以該角色的身份負責影集旁白。漫威繼續啟用曾在電影中出演主要角色的多名演員為動畫配音。馬克·盧法洛聲演布魯斯·班納／浩克。查德維克·博斯曼聲演帝查拉／黑豹。保羅·貝特尼聲演幻視。賽巴斯汀·斯坦聲演巴奇·巴恩斯／酷寒戰士。伊凡潔琳·莉莉聲演荷普·汎戴茵／黃蜂女。保羅·路德聲演史考特·朗恩／蟻人。強·法夫洛聲演快樂·霍根。達娜·古瑞拉聲演奧科耶。艾蜜莉·芬凱普聲演雪倫·卡特。大衛·達斯馬齊連聲演寇特。湯姆·沃恩-勞勒聲演烏木喉。哈德森·譚姆（Hudson Thames）接替湯姆·霍蘭德聲演彼得·帕克／蜘蛛人。喬許·基頓接替克里斯·伊凡聲演史提芬·羅傑斯。
東尼·史塔克／鋼鐵人、史蒂芬·史傳奇／奇異博士、王、黑曜獵手、漢克·皮姆、珍娜·汎戴茵、娜塔莎·羅曼諾夫／黑寡婦、克林特·巴頓／鷹眼、山姆·威爾森／獵鷹、汪達·麥西莫夫／緋紅女巫和薩諾斯出現於本集之中。

### 動畫
斯蒂芬·弗蘭克擔當動畫師。動畫中的人物造型基於電影中演員形象通過卡通渲染完成。儘管整部影集具有統一的動畫藝術風格，但是每集的調色等後期處理略有不同:4。

## 音樂
蘿拉·卡普曼為本集作曲，於2021年9月9日由漫威音樂和好萊塢唱片聯合發行。
| 〈假如…喪屍？〉音樂原聲帶 | 〈假如…喪屍？〉音樂原聲帶 | 〈假如…喪屍？〉音樂原聲帶 |
| 曲序                      | 曲目                      | 时长                      |
| ------------------------- | ------------------------- | ------------------------- |
| 1.                        |                           | 1:22                      |
| 2.                        |                           | 2:12                      |
| 3.                        |                           | 1:23                      |
| 4.                        |                           | 0:48                      |
| 5.                        |                           | 1:20                      |
| 6.                        |                           | 2:33                      |
| 7.                        |                           | 1:10                      |
| 8.                        |                           | 1:25                      |
| 9.                        |                           | 2:05                      |
| 10.                       |                           | 1:04                      |
| 11.                       |                           | 2:42                      |
| 12.                       |                           | 2:53                      |
| 13.                       |                           | 1:27                      |
| 14.                       |                           | 2:23                      |
| 总时长：                  | 总时长：                  | 24:47                     |

## 發行
〈假如…喪屍？〉於2021年9月8日在Disney+首播。

## 資料來源
1. ↑  Kroll, Justin. . Variety. 2018-09-18  [2018-09-18]. （原始内容存档于2018-09-19） （美国英语）.
2. 1 2  Sciretta, Peter. . /Film. 2019-03-12  [2019-03-20]. （原始内容存档于2019-03-20） （美国英语）.
3. ↑  Dinh, Christine. . Marvel.com. 2019-04-12  [2021-07-29]. （原始内容存档于2019-04-12） （美国英语）.
4. ↑  Ashaari, Alleef. . Kakuchopurei. 2021-08-02  [2021-08-02]. （原始内容存档于2021-08-02） （美国英语）.
5. ↑  Radulovic, Petrana. . Polygon. 2019-08-24  [2019-08-24]. （原始内容存档于2019-08-24） （美国英语）.
6. 1 2   (PDF). Disney Media and Entertainment Distribution. 2021-07-30  [2021-08-01]. （原始内容存档 (PDF)于2021-08-01） （美国英语）.
7. ↑  Barsanti, Sam. . The A.V. Club. 2021-09-08  [2021-09-10]. （原始内容存档于2021-09-08） （美国英语）.
8. ↑  Chauncey, Matthew. . . 第1季. 第5集. 2021-09-01  [2021-09-14]. Disney+. （原始内容存档于2021-09-10） （美国英语）.片尾演職員表於28:00開始。
9. ↑  Howard, Kirsten. . Den of Geek. 2021-09-08  [2021-09-08]. （原始内容存档于2021-09-08） （美国英语）.
10. ↑  Chitwood, Adam. . Collider. 2021-09-08  [2021-09-08]. （原始内容存档于2021-09-08） （美国英语）.
11. ↑  Bankhurst, Adam; Fowler, Matt. . IGN. 2021-09-08  [2021-09-08]. （原始内容存档于2021-09-09） （美国英语）.
12. ↑  Silliman, Brian. . SyFy Wire. 2021-09-08  [2021-09-08]. （原始内容存档于2021-09-08） （美国英语）.
13. ↑  Arrant, Chris. . Newsarama. 2020-04-15  [2020-04-17]. （原始内容存档于2020-04-17） （美国英语）.
14. ↑  Jones, Marcus. . Entertainment Weekly. 2019-08-23  [2019-08-24]. （原始内容存档于2019-08-24） （美国英语）.
15. ↑  Salazar, Andrew J. . Discussing Film. 2019-09-06  [2019-09-27]. （原始内容存档于2019-09-22） （美国英语）.
16. ↑  . Soundtrack.Net. 2021-08-13  [2021-08-15]. （原始内容存档于2021-08-14） （美国英语）.
17. 1 2  . Film Music Reporter. 2021-09-09  [2021-09-09]. （原始内容存档于2021-09-09） （美国英语）.
18. ↑  . The Futon Critic.   [2021-09-08]. （原始内容存档于2021-09-08） （美国英语）.

## 外部連結
- 互联网电影数据库上假如…喪屍？的资料（英文）